# Інтрагеоантикліналь
Інтрагеоантикліналь (рос. интрагеоантиклиналь, англ. intrageoanticline, нім. Intrageoantiklinale f — підняття всередині геосинклінальної області, що відрізняється меншими потужностями відкладів у порівнянні з суміжними зонами (інтрагеосинкліналями).